# Xã Hillside, Quận Edmunds, South Dakota
Xã Hillside (tiếng Anh: Hillside Township) là một xã thuộc quận Edmunds, tiểu bang Nam Dakota, Hoa Kỳ. Năm 2010, dân số của xã này là 32 người.